# Одзаки, Минами
Минами Одзаки (яп. 尾崎南) — мангака, создающая произведения в жанре яой (на гомосексуальную тематику). Её называют «королевой додзинси», а также «королевой сёдзё и сёнэн-ай манги». Фирменная черта работ Одзаки — мелодраматические сюжеты с элементами эротики и своеобразный угловатый стиль рисунка.

## Карьера
Настоящее имя Минами Одзаки — Рё Минами (яп. 南亮 Minami Ryo). Она родилась 27 февраля 1968 года в городе Хирацука, префектура Канагава (Япония). В октябре 1986 года она взяла псевдоним в честь своего идола, музыканта Одзаки Ютака. Кроме того, иногда она выпускает свои произведения под псевдонимом Минами Химэмуро (яп. 姫室ミナミ Himemuro Minami).
Её дебютной работой стала манга «Chuusei no akashi» («Доказательство верности»), изданная в 1988 году в журнале Margaret, когда мангаке было 20 лет. В 1989 году в Margaret появилась манга 3 Days («3 дня»), а в том же году Минами Одзаки начала работу над Zetsuai −1989-, которая быстро обрела популярность. В Японии вокруг Zetsuai образовался целый культ.

## Манга
- Chuusei no akashi, 1988
- 3 Days, 1989
- Zetsuai −1989-, 1989
- Bad Blood, 1992
- Bronze -Zetsuai since 1989-, c 1991

## Додзинси
Додзинси Минами Одзаки можно разделить на несколько групп, «циклов» (англ. circle):
- NTT
- Calekka
- Club Doll
- Kreuz

Есть и другие, более мелкие циклы, например, Syndrome Sect, один из самых ранних — манга в нём выходит с 1984 года; Y-Cross, сделанный совместно с Юки Кагари (яп. かがりゆうき Кагари Ю:ки) и так далее.
Особенно известны яойные додзинси по аниме и манге «Капитан Цубаса», сыгравшие значительную роль в возрождении жанра яой в 1980-х годах.. Главные герои этой манги — футболисты. Минами Одзаки развивает яойную линию между нападающим по имени Кодзиро Хюга и вратарём Кэном Вакасимадзу. В своё время была популярна серия додзинси Dokusen Yoku (яп. 独占欲, «Чувство собственничества»), выходившая в цикле CLUB DOLL. Манга «Zetsuai 1989» впервые возникла именно как сюжетное ответвление этих додзинси. По Dokusen Yoku в 1988 году вышел музыкальный альбом Calekka.